# Václav Treitz

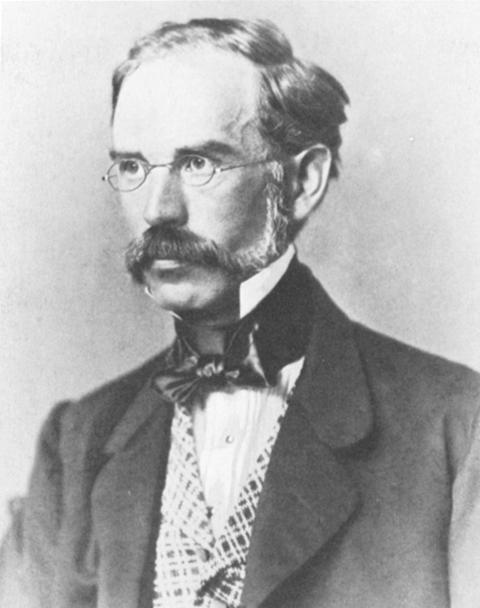
Václav Treitz

Václav Treitz (Wenzel / Venzlav/ Wacław Treitz, ur. 9 kwietnia 1819 w Hostomicach, zm. 27 sierpnia 1872 w Pradze) – czeski lekarz, patolog, profesor anatomii patologicznej w Krakowie i w Pradze.
Studiował medycynę na Uniwersytecie w Pradze, po ukończeniu studiów uczył się u Josepha Hyrtla w Wiedniu. Następnie wykładał na Uniwersytecie Jagiellońskim i, od 1855 roku, ponownie w Pradze, gdzie otrzymał katedrę i kierował Instytutem Anatomii Patologicznej.
Był patriotą zaangażowanym w walkę o niepodległość Czech. Chorował psychicznie, w 1872 roku popełnił samobójstwo przez połknięcie cyjanku potasu.
W 1853 roku opisał mięsień wieszadłowy dwunastnicy, znany do dziś jako mięsień Treitza (więzadło Treitza). Inne eponimy związane z osobą czeskiego patologa to:
- kąt Treitza,
- łuk Treitza,
- powięź Treitza,
- dół Treitza,
- przepuklina Treitza.